# Чёрный, Иван Иванович (Герой Украины)
Ива́н Ива́нович Чёрный (укр. Іван Іванович Чорний, позывной — Берлин; 1999, Великая Рублёвка) — украинский военнослужащий, старший солдат, участник российско-украинской войны. Герой Украины (2024).

## Биография
Родился в 1999 году в селе Великая Рублёвка Полтавской области. В возрасте 20 лет переехал в Польшу, где три года жил во Вроцлаве и работал мастером на заводе.
С началом российского вторжения в Украину в 2022 году вернулся на родину и 14 марта 2022 года вступил в ряды 116-й отдельной бригады территориальной обороны, приняв присягу в Полтаве. Служил стрелком-регулировщиком, участвовал в охране важных объектов в Полтаве и других населённых пунктах области.
В январе 2023 года выполнял боевые задачи в составе разведывательно-тактической группы на Бахмутском направлении в районе села Парасковиевка. Позже принимал участие в боях за Марьинку и вблизи Авдеевки, где служил в инженерно-сапёрной роте и работал оператором дрона.
20 октября 2023 года в районе Авдеевки проявил героизм: лично уничтожил девять российских солдат, захватил вражеские укрепления и взял в плен пятерых противников. Его задачей было заминировать территорию, уже занятую врагом; не дожидаясь штурмовой группы, он самостоятельно выполнил задание.
В январе 2024 года перевёлся в 10-ю отдельную горно-штурмовую бригаду «Эдельвейс» с целью обучения работе с дронами. Однако вскоре оказался в больнице с повышенным давлением (190/110) и был направлен на психологическую реабилитацию в Полтаву.
В феврале 2025 года перевёлся в 412-й полк беспилотных систем «NEMESIS», проходил обучение в Киеве перед выполнением боевых задач.

## Награды
- Звание «Герой Украины» с удостоением ордена «Золотая Звезда» (28 июня 2024) — за личное мужество и героизм, проявленные в защите государственного суверенитета и территориальной целостности Украины, верность военной присяге[1].